# Крива Лаффера

Збільшення податкової ставки спочатку призводить до збільшення бюджетних доходів від податків, але після певного рівня призводить до падіння.
T → дохід державного бюджету; t → податкова ставка;
t* → податкова ставка, яка максимізує дохід для бюджету; ставки t1 і t3 дають однакові бюджетні надходження.

Крива́ Ла́ффера — крива, яка характеризує залежність бюджетних доходів від середнього рівня податкових ставок у країні. Крива показує наявність оптимального рівня оподаткування, за якого державні доходи досягають свого максимуму.
«Крива» названа іменем американського економіста Артура Лаффера.
Модель «крива Лаффера» використовується як концептуальна ілюстрація у навчальних курсах з макроекономіки.
За часів президента Рональда Рейгана ця діаграма допомогла суттєво послабити податковий прес у США, і, таким чином, економічними стимулами піднести промислове виробництво.

## Історія
Прибічниками зниження податків і стимулювання інвестування є представники школи економіки пропозиції. Вони вважають, що необхідно відмовитися від системи прогресивного оподаткування (оскільки саме отримувачі високих доходів — лідери у оновленні виробинцтва, інвестори), знизити податки на підприємництво, доходи на заробітну плату і дивіденди. Потрібно стимулювати інвестиційний процес, бажання мати додаткову роботу і додатковий заробіток. При скороченні оподаткування база оподаткування врешті-решт збільшується. Високі податки звужують базу оподаткування і доходи держбюджету, призводять до тінізації економіки.
Конфіскація у платника податків значної частки доходу є межею, за якою зникають стимули до підприємництва, розширення виробництва. Високий рівень оподаткування призводить до тінізації економіки. Зокрема в Україні, де до бюджету конфісковується бл. 40 % ВВП, рівень тіньової економіки, за деякими оцінками, тривалий час складає бл. 50 % ВВП (рівень оподаткування фонду заробітної плати — 41,5 %).
Високий рівень примусової конфіскації доходів в економіці через оподаткування призводить до виникнення «податкової пастки»: бажання уряду зібрати більше податків вбиває підприємницьку активність, що призводить до зниження податкових надходжень.

## Податковий тягар та рівень життя
Вважається, що рівень оподаткування — відношення податків та зборів до ВВП. Для платників податків низьким є рівень податкового тягаря бл. 15 % від ВВП. Високі податки означають високий рівень регулювання економіки, наявність роздутого держапарату.
Поняття економічного свободи тісно пов'язано з податковим тягарем. Так, згідно Індексу економічної свободи, який щорічно публікується The Heritage Foundation, країни з високим ступенем економічної свободи (низьким податковим тягарем), мають кращі показники розвитку суспільства.
У світі спостерігається тенденція до збільшення податкового навантаження на економіку в країнах, які домоглися високого рівня економічного розвитку за рахунок саме низького рівня оподаткування. Наприклад, Швеція, яка була країною низьких податків до 1970-х років, забезпечила собі високий рівень розвитку економіки. З 1970-х років уряди Швеції неухильно збільшували оподаткування економіки, що згодом призвело до значного уповільненням темпів економічного зростання країни (див. Скандинавська модель).